# Ciak d'oro per il migliore attore non protagonista

Franco Fabrizi è stato il primo vincitore del premio.

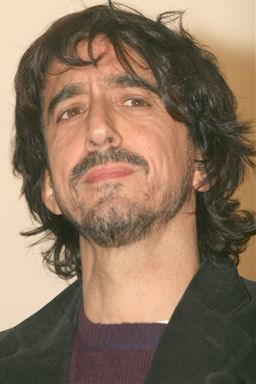
Sergio Rubini detiene il record di vittorie, con quattro premi.

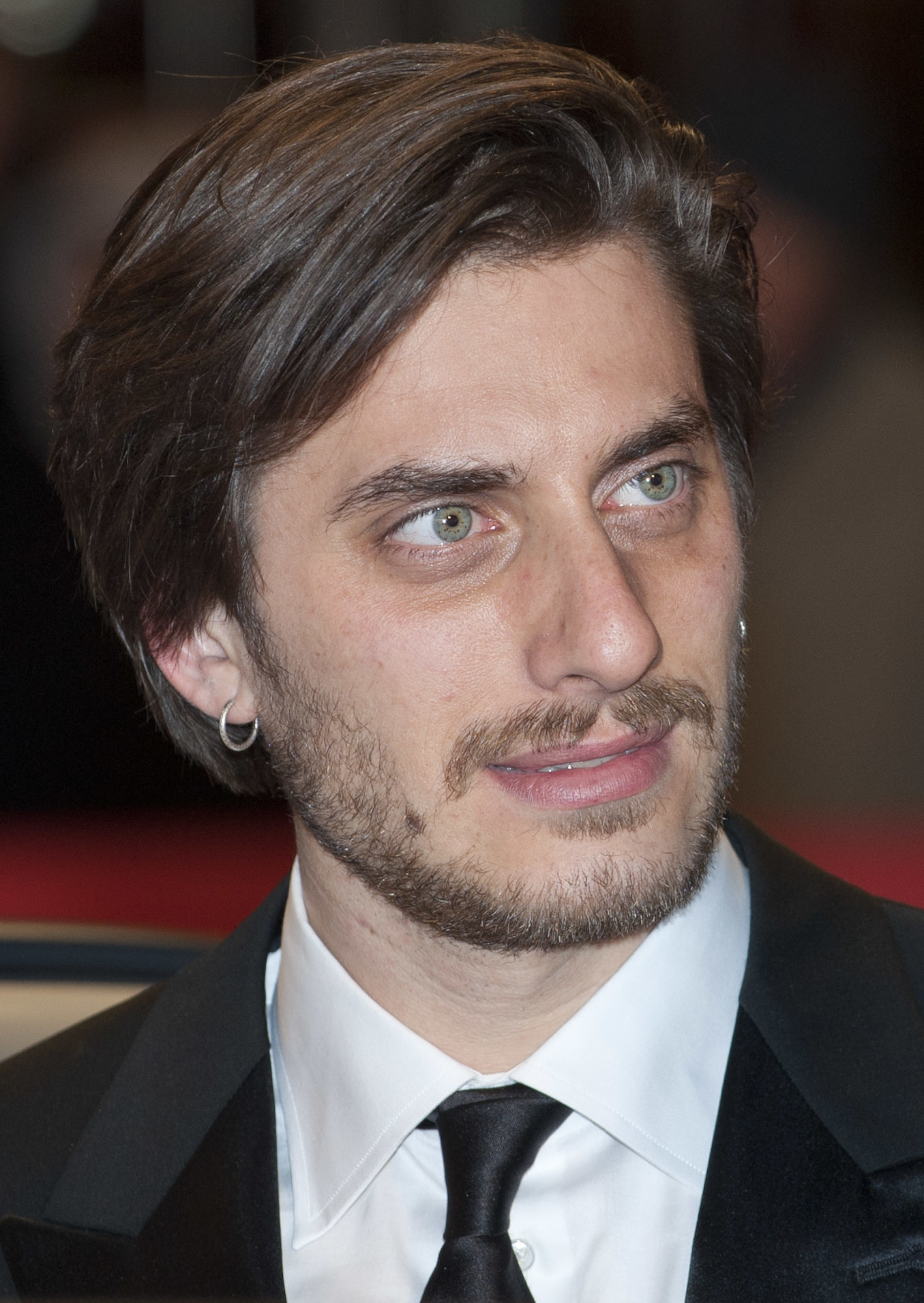
Luca Marinelli è stato l'unico attore ad avere conquistato il premio nello stesso anno per l'interpretazione di due pellicole distinte, Lo chiamavano Jeeg Robot e Slam - Tutto per una ragazza.

Il Ciak d'oro per il migliore attore non protagonista è un premio assegnato nell'ambito dei Ciak d'oro che premia un attore in un film di produzione italiana. Viene assegnato attraverso una giuria tecnica composta da giornalisti e esperti del settore dal 1986.

## Vincitori e candidati
I vincitori sono indicati in grassetto, a seguire gli altri candidati.

### Anni 1980
- 1986 – Franco Fabrizi per Ginger e Fred[1]
  - Alberto Sordi per Troppo forte
  - Eugenio Masciari per La messa è finita
  - Gigi Reder per Fracchia contro Dracula
  - Marco Messeri per La messa è finita
  - Nino Manfredi per Il tenente dei carabinieri
  - Paolo Hendel per Speriamo che sia femmina
- 1987 – Carlo Dapporto e Massimo Dapporto per La famiglia[1]
  - Alessandro Benvenuti per Il ragazzo del Pony Express
  - Mattia Sbragia per Il caso Moro
  - Maurizio Micheli per Il commissario Lo Gatto
- 1988 – Marco Messeri per Le vie del Signore sono finite[1]
  - Angelo Infanti per Sottozero
  - Ciccio Ingrassia per Domani accadrà
  - Enzo Cannavale per 32 dicembre
  - Eros Pagni per Topo Galileo
- 1989 – Carlo Croccolo per 'o Re[1]
  - Angelo Bernabucci per Compagni di scuola
  - Leopoldo Trieste per Nuovo Cinema Paradiso
  - Renato Scarpa per Ladri di saponette
  - Salvatore Cascio per Nuovo Cinema Paradiso

### Anni 1990
- 1990 – Sergio Castellitto per Tre colonne in cronaca[1]
  - Alessandro Haber per Willy Signori e vengo da lontano
  - Claudio Amendola per Mery per sempre
  - Felice Andreasi per Storia di ragazzi e di ragazze
  - Silvio Orlando per Palombella rossa
- 1991 – Ennio Fantastichini per Porte aperte[1]
  - Giuseppe Cederna per Mediterraneo
  - Ivano Marescotti per L'aria serena dell'ovest
  - Massimo Ghini per Italia-Germania 4-3
  - Massimo Wertmüller per Il viaggio di Capitan Fracassa
- 1992 – Paolo Bonacelli per Johnny Stecchino[1]
  - Angelo Orlando per Pensavo fosse amore... invece era un calesse
  - Giorgio Gaber per Rossini! Rossini!
  - Massimo Ghini per La riffa
  - Ricky Tognazzi per Una storia semplice
- 1993 – Claudio Amendola per Un'altra vita[2]
  - Luis Molteni per Nero.
  - Renato Carpentieri per Puerto Escondido
  - Renato Scarpa per Stefano Quantestorie
  - Tony Sperandeo per Nel continente nero
- 1994 – Alessandro Benvenuti per Maniaci sentimentali[3]
  - Antonio Catania per Mille bolle blu
  - Claudio Bisio per Bonus Malus
  - Renato Carpentieri per Sud
  - Tony Sperandeo per La scorta
- 1995 – Massimo Ghini - Senza pelle[1]
  - Andrea Brambilla per Belle al bar
  - Antonello Fassari per Camerieri
  - Marco Messeri per Il toro
  - Michele Placido per Lamerica
- 1996 – Giancarlo Giannini per Come due coccodrilli[4]
  - Gianni Cajafa per L'amore molesto
  - Luca Zingaretti per Vite strozzate
  - Piero Natoli per Ferie d'agosto
  - Vito per Ivo il tardivo
- 1997 – Sergio Rubini per Nirvana[1]
  - Alessandro Haber per Ritorno a casa Gori
  - Antonio Petrocelli per Uomo d'acqua dolce
  - Aurelio Fierro per Luna e l'altra
  - Claudio Amendola per Testimone a rischio
- 1998 – Silvio Orlando per Aprile[5]
  - Antonio Catania per In barca a vela contromano
  - Giustino Durano per La vita è bella
  - Roberto De Francesco per Teatro di guerra
  - Toni Bertorelli per Il principe di Homburg
- 1999 – Sergio Rubini per Del perduto amore[6]
  - Antonio Petrocelli per Il signor Quindicipalle
  - Edoardo Gabbriellini per Baci e abbracci
  - Emilio Solfrizzi per Ormai è fatta!
  - Enrico Salimbeni per Radiofreccia

### Anni 2000
- 2000 – Giuseppe Battiston per Pane e tulipani[7]
  - Antonino Bruschetta per Prima del tramonto
  - Francesco Paolantoni per Liberate i pesci!
  - Leo Gullotta per Un uomo perbene
  - Oreste Lionello per I fetentoni
- 2001 – Luigi Maria Burruano e Tony Sperandeo per I cento passi[8]
  - Giulio Brogi per La lingua del santo
  - Luigi Diberti per L'ultimo bacio
  - Silvio Orlando per La stanza del figlio
- 2002 – Leo Gullotta per Vajont[9]
  - Libero De Rienzo per Santa Maradona
  - Max Mazzotta per Paz!
  - Silvio Orlando per Luce dei miei occhi
  - Toni Servillo per Luna rossa
- 2003 – Diego Abatantuono per Io non ho paura[10]
  - Antonio Catania per Ma che colpa abbiamo noi[11]
  - Filippo Nigro per La finestra di fronte[11]
  - Kim Rossi Stuart per Pinocchio[11]
  - Pierfrancesco Favino per El Alamein - La linea del fuoco[11]
- 2004 – Sergio Rubini per L'amore ritorna[12]
  - Eros Pagni per L'amore ritorna
  - Fabrizio Gifuni per La meglio gioventù
  - Roberto Herlitzka per Buongiorno, notte
  - Rodolfo Laganà per Prendimi e portami via
- 2005 – Pierfrancesco Favino per Le chiavi di casa[13]
  - Dino Abbrescia per Manuale d'amore
  - Johnny Dorelli per Ma quando arrivano le ragazze?
  - Raffaele Pisu per Le conseguenze dell'amore
  - Valerio Binasco per Lavorare con lentezza
- 2006 – Sergio Rubini per La terra[14]
  - Giorgio Faletti per Notte prima degli esami
  - Michele Placido per Il caimano
  - Nanni Moretti per Il caimano
  - Neri Marcorè per La seconda notte di nozze
- 2007 – Ninetto Davoli per Uno su due[15]
  - Alessandro Haber per La sconosciuta e Le rose del deserto
  - Ennio Fantastichini per Saturno contro
  - Luca Argentero per A casa nostra e Saturno contro
  - Luca Zingaretti per Mio fratello è figlio unico
- 2008 – Alessandro Gassmann per Caos calmo[16]
  - Giuseppe Battiston per Giorni e nuvole
  - Massimo Ghini per Tutta la vita davanti
  - Peppe Servillo per Lascia perdere, Johnny!
  - Valerio Mastandrea per Tutta la vita davanti
- 2009 – Carlo Buccirosso per Il divo[17]
  - Beppe Fiorello per Galantuomini
  - Dario Bandiera per Italians
  - Filippo Nigro per Diverso da chi?
  - Neri Marcorè per Gli amici del bar Margherita

### Anni 2010
- 2010 – Ennio Fantastichini per Mine vaganti[18]
  - Giuseppe Battiston per Cosa voglio di più
  - Luca Zingaretti per Il figlio più piccolo
  - Marco Giallini per Io, loro e Lara
  - Riccardo Scamarcio per L'uomo nero
- 2011 – Giorgio Tirabassi per La pecora nera[19]
  - Alessandro Siani per Benvenuti al Sud
  - Corrado Guzzanti per La passione
  - Francesco Di Leva per Una vita tranquilla
  - Rocco Papaleo per Che bella giornata
- 2012 – Pierfrancesco Favino per Romanzo di una strage[20]
  - Antonio Catania per La peggior settimana della mia vita
  - Claudio Santamaria per Diaz - Don't Clean Up This Blood
  - Marco Giallini per ACAB - All Cops Are Bastards
  - Vinicio Marchioni per Scialla! (Stai sereno)
- 2013 – Valerio Mastandrea per Viva la libertà[21]
  - Fabrizio Falco per È stato il figlio
  - Marco Giallini per Buongiorno papà, Una famiglia perfetta e Tutti contro tutti
  - Roberto Herlitzka per Bella addormentata
  - Stefano Accorsi per Viaggio sola
- 2014 – Carlo Verdone per La grande bellezza[22]
  - Alessandro Haber per L'ultima ruota del carro
  - Fabrizio Gifuni per Il capitale umano
  - Filippo Scicchitano per Allacciate le cinture
  - Paolo Calabresi per Smetto quando voglio
- 2015 – Claudio Amendola per Noi e la Giulia[23]
  - Massimiliano Gallo per Perez. e Si accettano miracoli
  - Michele Riondino per Il giovane favoloso
  - Nanni Moretti per Mia madre
  - Renato Pozzetto per Ma che bella sorpresa
- 2016 – Luca Marinelli per Lo chiamavano Jeeg Robot[24]
  - Alessandro Borghi per Suburra
  - Fabrizio Bentivoglio per Gli ultimi saranno ultimi
  - Giuseppe Battiston per La felicità è un sistema complesso
  - Paolo Calabresi per La corrispondenza e Nemiche per la pelle
  - Thomas Trabacchi per Un bacio
- 2017 – Luca Marinelli per Lasciati andare e Slam - Tutto per una ragazza[25]
  - Ennio Fantastichini per La stoffa dei sogni
  - Massimiliano Rossi per Indivisibili
  - Roberto De Francesco per Le ultime cose
  - Sergio Rubini per Non è un paese per giovani
  - Valerio Mastandrea per Fiore
- 2018 – Massimo Ghini per A casa tutti bene[26]
  - Alessandro Borghi per Fortunata
  - Carlo Buccirosso per Ammore e malavita
  - Diego Abatantuono per Puoi baciare lo sposo
  - Giuliano Montaldo per Tutto quello che vuoi
- 2019 – Edoardo Pesce per Dogman[27]
  - Fabrizio Bentivoglio per Loro[28]
  - Max Tortora per Sulla mia pelle, La terra dell'abbastanza e C'è tempo[28]
  - Renato Carpentieri per Momenti di trascurabile felicità, La paranza dei bambini e Ride[28]
  - Valerio Mastandrea per Euforia[28]

### Anni 2020
- 2020 – Roberto Benigni per Pinocchio[29]
- 2021 – Massimo Popolizio per I predatori
  - Antonio Gerardi per L'ultimo Paradiso
  - Carlo Buccirosso per Ritorno al crimine
  - Eduardo Scarpetta per Qui rido io
  - Fabrizio Bentivoglio per L'incredibile storia dell'Isola delle Rose
  - Fabrizio Gifuni per Lei mi parla ancora
  - Fausto Russo Alesi per Il cattivo poeta
  - Gianfelice Imparato per Qui rido io
  - Tommaso Ragno per Il buco in testa
  - Valerio Mastandrea per La terra dei figli
  - Vinicio Marchioni per Governance - Il prezzo del potere (Governance)
- 2022 - Cast completo maschile - È stata la mano di Dio
- 2023 - Francesco Di Leva - Ti mangio il cuore e Nostalgia

## Attori pluripremiati
| Numero di vittorie | Vincitore            | Anni                   |
| ------------------ | -------------------- | ---------------------- |
| 4                  | Sergio Rubini        | 1997, 1999, 2004, 2006 |
| 2                  | Claudio Amendola     | 1993, 2015             |
| 2                  | Ennio Fantastichini  | 1991, 2010             |
| 2                  | Pierfrancesco Favino | 2005, 2012             |
| 2                  | Massimo Ghini        | 1995, 2018             |
| 2                  | Luca Marinelli       | 2016, 2017             |